# Au boute du rien pantoute
 (février 2024).
Pour plus de détails, voir Fiche technique et Distribution.
Au boute du rien pantoute est un film documentaire québécois réalisé par Jérôme Sabourin, sorti en 2024.

## Synopsis
Au boute du rien pantoute raconte la vie de Marcel Sabourin, un homme aux personnalités multiples : un acteur polyvalent, un improvisateur, un scénariste et un parolier à ses heures. Filmé par son fils Jérôme Sabourin, ce portrait-essai ludique est un regard à la fois intime et social d'un homme libre qui a sauté dans « tous les autobus » qui se sont présentés à lui. À l'aube de ses 89 ans, Marcel Sabourin raconte notre histoire, et la sienne, avec toute la fantaisie qui l'habite.

## Fiche technique
- Titre : Au boute du rien pantoute
- Titre anglais ou international : At the End of Nothing at All
- Réalisation : Jérôme Sabourin
- Scénarisation : Sarah Lévesque, Angélique Richer et Jérôme Sabourin
- Direction photo : Jérôme Sabourin
- Montage : Claude Palardy
- Conception sonore : Mélanie Gauthier
- Mixage sonore : Giulio Wehrli
- Musique : Nicolas Maranda
- Prise de son : Daniel Capeille, Philippe Scultéty et Emanuele Setticasi
- Production : Angélique Richer et Christine Falco
- Distribution : Les Films du 3 Mars
- Pays d'origine : Canada (Québec)
- Langue originale : français
- Genre : documentaire
- Durée : 90 minutes
- Dates de sortie :
  - Monde : 2 mars 2024 (Rendez-Vous Québec Cinéma)[4]
  - Canada : 15 mars 2024

## Distinctions

### Sélections
- Rendez-vous Québec Cinéma 2024 : Film de clôture[5]